# Чон Чхан Сон
Чон Чхан Сон (кор. 정찬성; 17 марта 1987, Пхохан) — корейский боец смешанного стиля, представитель полулёгкой весовой категории. Выступал на профессиональном уровне начиная с 2007 по 2023 год. Известен по участию в турнирах таких бойцовских организаций как UFC, Pancrase, WEC, Deep, World Victory Road, был претендентом на титул чемпиона UFC в полулёгком весе. Также известен по своему прозвищу Корейский зомби (англ. Korean Zombie), которое он получил в зале, где тренировался в начале своей карьеры.

## Биография
Чон Чхан Сон родился 17 марта 1987 года в городе Пхохан провинции Кёнсан-Пукто. Позже переехал на постоянное жительство в Намъянджу, пригород Сеула, где и прошла его юность. Из-за своей худощавости и деревенского происхождения подвергался нападкам со стороны одноклассников, часто дрался со сверстниками, попадая в разные передряги. Когда его тёте это надоело, она отвела его в ближайший зал хапкидо, где он усердно тренировался с четырнадцатилетнего возраста. Перед поступлением в старшую школу также в течение некоторого времени занимался кикбоксингом, в шестнадцать лет практиковал дзюдо и бразильское джиу-джитсу. Когда ему исполнилось 18 лет, вступил в клуб бокса и муай-тай.
Выступать в боях по смешанным правилам стал в 2007 году, приняв участие в фестивале самбо в Кёнджу и заставив своего соперника сдаться с помощью обратного рычага локтя. Позже выступил на корейском турнире Pancrase, где за один вечер разобрался с двумя соперниками. В 2008 году выиграл три боя за один день на турнире KoreaFC, после чего дважды дрался в японской организации Deep, взял здесь верх над двумя соперниками, в том числе единогласным решением судей выиграл у титулованного японского дзюдоиста Митихиро Омигавы. Начинал карьеру как легковес, на впоследствии решил спуститься в полулёгкую весовую категорию.
В 2009 году Чон активно выступал в крупном японском промоушене World Victory Road, победил сдачей Синтаро Исиватари и Мэтта Джаггерса, но проиграл единогласным судейским решением обладателю чёрного пояса по БЖЖ Масанори Канэхаре — это было первое его поражение в профессиональной карьере по ММА.
Имея в послужном списке десять побед и только лишь одно поражение, в 2010 году Чон привлёк к себе внимание престижной американской организации World Extreme Cagefighting и подписал с ней контракт на два боя. Тем не менее, оба этих боя проиграл, сначала весьма спорным раздельным решением судей потерпел поражение от Леонарда Гарсии, затем ударом ногой в голову был нокаутирован Джорджем Рупом.
Несмотря на два проигрыша, в 2011 году Чон присоединился к крупнейшему промоушену мира Ultimate Fighting Championship, где вновь встретился с Леонардом Гарсией и на сей раз принудил его к сдаче довольно редким приёмом «твистер» — впервые за всю историю UFC была одержана победа с помощью этого приёма. Организация дала корейцу бонус за лучший приём вечера, позже он получил за этот «твистер» ещё несколько наград от разных изданий, в том числе признавался лучшим приёмом года во версии World MMA Awards. Сам боец отмечал, что изучил этот приём по видеоурокам Эдди Браво на сайте YouTube. В том же году Чон встретился с бывшим претендентом на титул чемпиона канадцем Марком Хомиником и нокаутировал его за семь секунд — это третий самый быстрый нокаут за всю историю UFC (наравне с нокаутами Тодда Даффи и Райана Джиммо). Корейский боец получил награду за лучший нокаут вечера и стал в свете последних событий довольно популярен как в Америке, так и на родине, где новость о его победе была показана центральным телеканалом KBS.
В мае 2012 года состоялся бой между Чон Чхан Соном и Дастином Пуарье, признанный многими изданиями лучшим боем года. Поединок развивался драматически, никто из бойцов не хотел уступать друг другу, пока в четвёртом раунде кореец не применил «удушение д’арсе» — он вновь получил бонус за лучший приём вечера, а также награду за лучший бой вечера. Благодаря череде удачных выступлений Чон удостоился права оспорить титул чемпиона UFC в полулёгком весе, который на тот момент принадлежал бразильцу Жозе Алду — корейский боец получил возможность подраться в титульном бою, выйдя на замену вместо травмировавшегося Энтони Петтиса. В итоге ему всё же не удалось победить Алдо, в четвёртом раунде тот предпринял решительную атаку и с серией ударов победил техническим нокаутом.
На октябрь 2014 года планировался бой Чона против Акиры Корассани, но кореец получил травму и вынужден был отказаться от этого боя. Позже его призвали проходить срочную службу в армии Южной Кореи, сам он не давал никаких комментариев насчёт своей будущей бойцовской карьеры, однако его менеджер сообщил, что по окончании службы примерно через два года Чон намерен вернуться в ММА.
В итоге Чон Чхан Сон вернулся к боям в феврале 2017 года и в первом же раунде нокаутировал американца Денниса Бермудеса, получив бонус за лучшее выступление вечера.
26 августа 2023 на UFC Fight Night 225 в Калланге, Сингапур, после боя с Максом Холлоуэйем, который проиграл нокаутом в третьем раунде. Заявил о желании завершить карьеру.[15]

## Статистика в профессиональном ММА
| Боёв 25  | Побед 17 | Поражений 8 |
| -------- | -------- | ----------- |
| Нокаутом | 6        | 5           |
| Сдачей   | 8        | 0           |
| Решением | 3        | 3           |

| Результат | Рекорд | Соперник              | Способ                              | Турнир                                        | Дата             | Раунд | Время | Место                    | Примечание                                                      |
| --------- | ------ | --------------------- | ----------------------------------- | --------------------------------------------- | ---------------- | ----- | ----- | ------------------------ | --------------------------------------------------------------- |
| Поражение | 17-8   | Макс Холлоуэй         | KO (удар)                           | UFC Fight Night: Холлоуэй vs. Корейский зомби | 26 августа 2023  | 3     | 0:23  | Сингапур, Каланг         | «Лучший бой вечера» (1); После боя объявил о завершении карьеры |
| Поражение | 17-7   | Александр Волкановски | TKO (остановка рефери)              | UFC 273                                       | 9 апреля 2022    | 4     | 0:45  | Джексонвилл, США         | Бой за титул чемпиона UFC в полулёгком весе                     |
| Победа    | 17-6   | Дэн Иге               | Единогласное решение                | UFC Fight Night: Корейский зомби vs. Иге      | 19 июня 2021     | 5     | 5:00  | Лас-Вегас, США           |                                                                 |
| Поражение | 16-6   | Брайан Ортега         | Единогласное решение                | UFC Fight Night: Ortega vs. Korean Zombie     | 17 октября 2020  | 5     | 5:00  | Абу-Даби, ОАЭ            |                                                                 |
| Победа    | 16-5   | Фрэнки Эдгар          | TKO (удары руками)                  | UFC Fight Night: Edgar vs. Korean Zombie      | 21 декабря 2019  | 1     | 3:18  | Пусан, Южная Корея       | «Выступление вечера» (3)                                        |
| Победа    | 15-5   | Ренату Мойкану        | TKO (удары руками)                  | UFC Fight Night: Moicano vs. Korean Zombie    | 22 июня 2019     | 1     | 0:58  | Гринвилл, США            | «Выступление вечера» (2)                                        |
| Поражение | 14-5   | Яир Родригес          | KO (удар локтем)                    | UFC Fight Night: Korean Zombie vs. Rodríguez  | 10 ноября 2018   | 5     | 4:59  | Денвер, США              |                                                                 |
| Победа    | 14-4   | Деннис Бермудес       | KO (удар рукой)                     | UFC Fight Night: Bermudez vs. Korean Zombie   | 4 февраля 2017   | 1     | 2:49  | Хьюстон, США             | «Выступление вечера» (1)                                        |
| Поражение | 13-4   | Жозе Алду             | TKO (удары руками)                  | UFC 163                                       | 3 августа 2013   | 4     | 2:00  | Рио-де-Жанейро, Бразилия | Бой за титул чемпиона UFC в полулёгком весе                     |
| Победа    | 13-3   | Дастин Порье          | Техническая сдача (удушение д’арсе) | UFC on Fuel TV: Korean Zombie vs. Poirier     | 15 мая 2012      | 4     | 1:07  | Фэрфакс, США             | «Лучший приём вечера» (2); «Лучший бой вечера» (1)              |
| Победа    | 12-3   | Марк Хоминик          | KO (удары руками)                   | UFC 140                                       | 10 декабря 2011  | 1     | 0:07  | Торонто, Канада          | «Лучший нокаут вечера» (1)                                      |
| Победа    | 11-3   | Леонард Гарсия        | Сдача (твистер)                     | UFC Fight Night: Nogueira vs. Davis           | 26 марта 2011    | 2     | 4:59  | Сиэтл, США               | «Лучший приём вечера» (1)                                       |
| Поражение | 10-3   | Джордж Руп            | KO (ногой в голову)                 | WEC 51                                        | 30 сентября 2010 | 2     | 1:30  | Брумфилд, США            |                                                                 |
| Поражение | 10-2   | Леонард Гарсия        | Раздельное решение                  | WEC 48                                        | 24 апреля 2010   | 3     | 5:00  | Сакраменто, США          | «Лучший бой вечера» (1)                                         |
| Победа    | 10-1   | Мэтт Джаггерс         | Сдача (треугольник)                 | World Victory Road Presents: Sengoku 9        | 2 августа 2009   | 2     | 1:25  | Сайтама, Япония          | Резервный бой гран-при Sengoku 2009 в полулёгком весе           |
| Поражение | 9-1    | Масанори Канэхара     | Единогласное решение                | World Victory Road Presents: Sengoku 8        | 2 мая 2009       | 3     | 5:00  | Токио, Япония            | Четвертьфинал гран-при Sengoku 2009 в полулёгком весе           |
| Победа    | 9-0    | Синтаро Исиватари     | Сдача (удушение сзади)              | World Victory Road Presents: Sengoku 7        | 20 марта 2009    | 1     | 4:29  | Токио, Япония            | Стартовый этап гран-при Sengoku 2009 в полулёгком весе          |
| Победа    | 8-0    | Фандзин Сон           | KO (удар рукой)                     | Deep: 39 Impact                               | 10 декабря 2008  | 1     | 0:17  | Окаяма, Япония           |                                                                 |
| Победа    | 7-0    | Митихиро Омигава      | Единогласное решение                | Deep: Gladiator                               | 16 августа 2008  | 3     | 5:00  | Окаяма, Япония           |                                                                 |
| Победа    | 6-0    | Чо Чун Хун            | Единогласное решение                | KoreaFC                                       | 31 мая 2008      | 3     | 5:00  | Канвондо, Южная Корея    | Выиграл финал Korea FC 65 в полулёгком весе                     |
| Победа    | 5-0    | Чхве Дэ Хан           | Сдача (треугольник)                 | KoreaFC                                       | 31 мая 2008      | 1     | 3:38  | Канвондо, Южная Корея    | Полуфинал турнира Korea FC в полулёгком весе                    |
| Победа    | 4-0    | Чхве Чун Бём          | Сдача (рычаг локтя)                 | KoreaFC                                       | 31 мая 2008      | 1     | 2:15  | Канвондо, Южная Корея    | Четвертьфинал турнира Korea FC в полулёгком весе                |
| Победа    | 3-0    | Ли Хён Гёль           | TKO (удары руками)                  | Pancrase: 2007 Korea Neo-Blood Tournament     | 16 декабря 2007  | 1     | 3:27  | Пусан, Южная Корея       | Выиграл финал Pancrase Korea Neo-Blood в лёгком весе            |
| Победа    | 2-0    | Ю Ин Сук              | Сдача (удушение сзади)              | Pancrase: 2007 Korea Neo-Blood Tournament     | 16 декабря 2007  | 1     | 2:34  | Пусан, Южная Корея       | Полуфинал Pancrase Korea Neo-Blood в лёгком весе                |
| Победа    | 1-0    | Ли Хён Гёль           | Сдача (рычаг локтя)                 | Super Sambo Festival                          | 24 июня 2007     | 2     | 3:07  | Кёнджу, Южная Корея      |                                                                 |